# Седлецька губернія
Седлецька губе́рнія (або Сідлецька губернія, рос. Седлецкая губерния пол. Gubernia siedlecka) — одна з західних губерній Російської імперії з центром у місті Седльце. На сьогодні територія у складі Польщі.
Утворена 1867 року шляхом виділення з Люблінської губернії 4 північних повітів та 1 повіту Варшавської губернії. Східна половина губернії (Більський, Володавський, Костянтинівський і Радинський повіти) належала до української етнічної території (Південне Підляшшя) і була населена українцями, через що 1912 року включена до новоутвореної Холмської губернії, а решта розділена між Люблинською і Ломжинською губерніями.

## Адміністративний поділ
Губернія 1897 року поділялась на 9 повітів:
- Більський
- Венгрівський
- Володавський
- Гарволінський
- Костянтинівський
- Луківський
- Радинський
- Седлецький
- Соколівський

## Населення

Частка українськомовного населення в повітах Сідлецької губернії за даними перепису населення 1897 року

За даними етнографічної експедиції 1869—1870 років під керівництвом Павла Чубинського, у губернії проживало 124 291 українськомовних: 121 768 українськомовних греко-католиків, 2 473 українськомовних римо-католиків, 1 528 польськомовних греко-католиків і 50 греко-католиків, які розмовляли і українською, і польською.
За працею російського військового статистика Олександра Ріттіха «Племенной состав контингентов русской армии и мужского населения Европейской России» 1875 року частка українців серед чоловіків призовного віку губернії становила 43,1 %, поляків — 39,7 %, євреїв — 15,1 %, німців — 1,8 %, росіян — 0,1 %, татар — 0,02 %, циган — 0,01 %.
Українці становили більшість населення у Більському та Володавському повітах губернії. Російський мовознавець Олексій Соболевський зазначав: «…у Седлецькій губернії ми бачимо малоруських поліщуків, тих самих, які живуть поруч у Гродненській губернії і які в їх власному уявленні разом з ними складають одне ціле — Підляшшя».
За переписом населення Російської імперії 1897 року в губернії проживало 772 146 осіб (388 466 чоловіків і 383 680 жінок). Найбільші міста — Сідлець (26234 осіб), Межиріччя (13760 осіб), Біла (13090 осіб), Луків (9363 осіб), Венгрів (8268 осіб), Соколів (7265 осіб), Желехув (7140 осіб), Володава (6673 осіб), Парчів (6660 осіб), Радинь (5937 осіб), Гарволін (5341 осіб), Тереспіль (4107 осіб). Розподіл населення за мовою згідно з переписом 1897 року:
| Мова       | Осіб    | Відсоток |
| ---------- | ------- | -------- |
| польська   | 510 621 | 66.13 %  |
| єврейська  | 120 152 | 15,56 %  |
| українська | 107 785 | 13,96 %  |
| російська  | 19 613  | 2,54 %   |
| німецька   | 11 645  | 1,51 %   |
| інші       | 2330    | 0,30 %   |
| Разом      | 772 146 | 100 %    |

Розподіл населення за релігією згідно з переписом 1897 року:
| Віросповідання            | Осіб    | Відсоток |
| ------------------------- | ------- | -------- |
| римо-католики             | 516 508 | 66,89 %  |
| юдеї                      | 121 135 | 15,69 %  |
| православні та єдиновірці | 120 811 | 15,65 %  |
| лютерани                  | 12 667  | 1,64 %   |
| мусульмани                | 669     | 0,09 %   |
| інші                      | 356     | 0,05 %   |
| Разом                     | 772 146 | 100 %    |

Згідно з переписом 1897 року в Сідлецькій губернії налічувалося 9188 римо-католиків, які зазначили рідною мовою «руську мову» (російську, українську чи білоруську). 17 квітня 1905 року російський імператор Микола II видав указ «Про зміцнення початків віротерпимості», який проголошував релігійну терпимість та дозволив змінювати конфесію. Як наслідок, у 1905—1909 роках у Сідлецькій губернії з православ'я у римо-католицтво перейшло 100 058 осіб.